# 2 Brothers on the 4th Floor

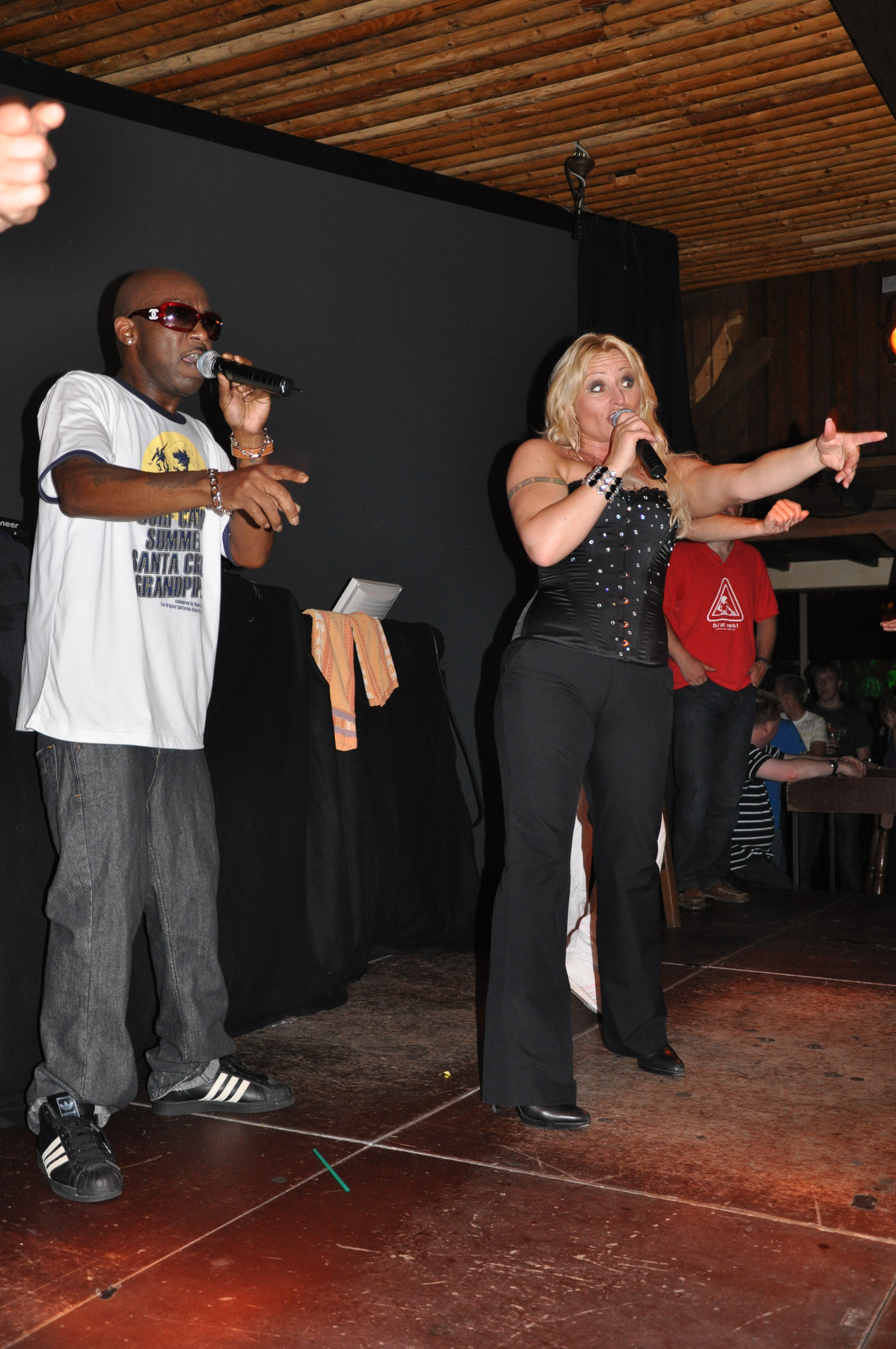
2 Brothers on the 4^{th} Floor am 31. Mai 2009

2 Brothers on the 4th Floor ist ein niederländisches Eurodance-Projekt, das in den 1990er Jahren vor allem in ihrem Heimatland einige größere Hits landete.

## Biografie
Die Band wurde von den beiden Brüdern und Musikproduzenten Bobby und Martin Boer gegründet. Mit der Single Can’t Help Myself konnten 2 Brothers on the 4th Floor 1990 ihren ersten Hit in den niederländischen Charts platzieren. Bei Live-Auftritten verstärkten sich die beiden Brüder zunächst mit dem Rapper Da Smooth Baron MC und den Sängerinnen Peggy „The Duchess“ und Gale Robinson. 1991 kamen als Ersatz der Rapper D-Rock und die Sängerin Des’ray in die Band. In dieser Besetzung blieb das Projekt bis zu seiner Auflösung bestehen.
Der größte Erfolg ihrer Karriere gelang den 2 Brothers on the 4th Floor 1994 mit der Single Dreams (Will Come Alive). Sie erreichte in den Niederlanden Platz 1 der Charts und öffnete den beiden Brüdern auch den Weg in die deutschen Hitparaden, nachdem die Vorgängersingle Never Alone dies nicht schaffen konnte. Die Singles Never Alone, Dreams (Will Come Alive) sowie Come Take My Hand fanden später nochmal Verwendung in der Serie New Kids sowie in den Filmen New Kids Turbo und New Kids Nitro.
In den folgenden Jahren entstanden noch einige weitere kleine Hits. Ab 1998 nahm der Erfolg der Gruppe aber langsam ab. 2002 löste sich die Band auf.

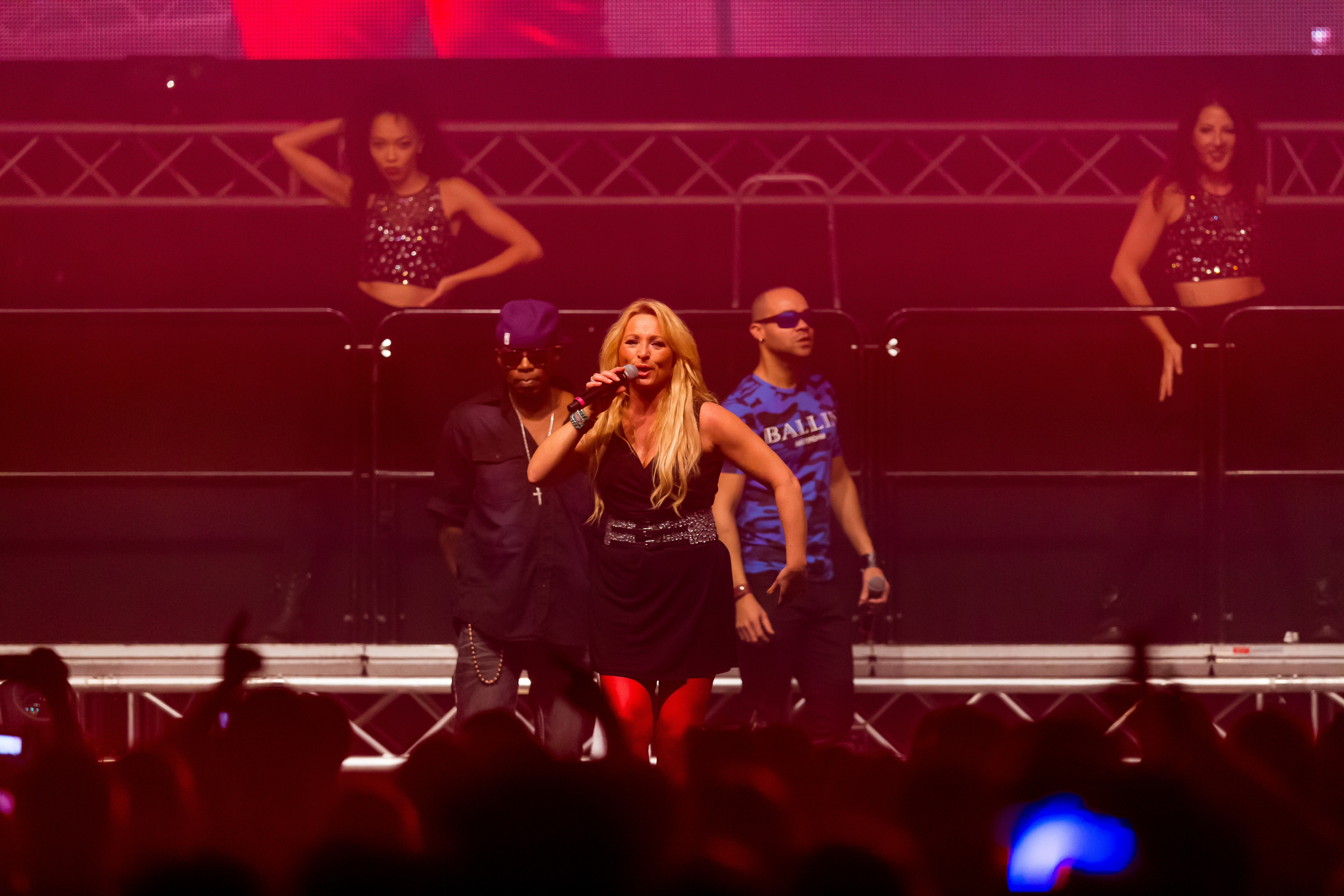
2 Brothers on the 4th Floor in Mannheim bei sunshine live "Die 90er – Live On Stage" (2016)

Seit dem Frühjahr 2008 treten Desray (Désirée Manders) und D-Rock (René Phillips) vornehmlich im Rahmen von Revival-Shows wieder auf. Mit einer neuen Veröffentlichung ist dieses Comeback jedoch bislang nicht verbunden. Im März 2010 erschien Best of 2 Brothers on the 4th Floor, eine Zusammenstellung der erfolgreichsten Lieder des Acts.

## Diskografie

### Studioalben
| Jahr | Titel  | Höchstplatzierung, Gesamtwochen, AuszeichnungChartplatzierungen (Jahr, Titel, Platzierungen, Wochen, Auszeichnungen, Anmerkungen) | Höchstplatzierung, Gesamtwochen, AuszeichnungChartplatzierungen (Jahr, Titel, Platzierungen, Wochen, Auszeichnungen, Anmerkungen) | Anmerkungen                           |
| Jahr | Titel  | DE | NL | Anmerkungen                           |
| ---- | ------ | --- | --- | ------------------------------------- |
| 1994 | Dreams | DE91 (3 Wo.)DE | NL5 Platin · (27 Wo.)NL | Erstveröffentlichung: 31. August 1994 |
| 1996 | 2      | — | NL18 Gold · (10 Wo.)NL | Erstveröffentlichung: 1996            |

### Kompilationen
- 2010: Best of 2 Brothers on the 4th Floor
- 2016: The Very Best of 2 Brothers on the 4th Floor

### Singles
| Jahr | Titel                                                       | Höchstplatzierung, Gesamtwochen, AuszeichnungChartplatzierungen (Jahr, Titel, Platzierungen, Wochen, Auszeichnungen, Anmerkungen) | Höchstplatzierung, Gesamtwochen, AuszeichnungChartplatzierungen (Jahr, Titel, Platzierungen, Wochen, Auszeichnungen, Anmerkungen) | Höchstplatzierung, Gesamtwochen, AuszeichnungChartplatzierungen (Jahr, Titel, Platzierungen, Wochen, Auszeichnungen, Anmerkungen) | Höchstplatzierung, Gesamtwochen, AuszeichnungChartplatzierungen (Jahr, Titel, Platzierungen, Wochen, Auszeichnungen, Anmerkungen) | Anmerkungen                                                                   |
| Jahr | Titel                                                       | DE | AT | CH | NL | Anmerkungen                                                                   |
| ---- | ----------------------------------------------------------- | --- | --- | --- | --- | ----------------------------------------------------------------------------- |
| 1991 | Can’t Help Myself Dreams                                    | DE32 (10 Wo.)DE | — | — | NL6 (9 Wo.)NL | Erstveröffentlichung: 1991 mit Da Smooth Baron MC                             |
| 1991 | Turn da Music Up Dreams                                     | — | — | — | NL19 (7 Wo.)NL | Erstveröffentlichung: 1991 feat. Da Smooth Baron MC introducing Gale Robinson |
| 1993 | Never Alone Dreams                                          | — | — | — | NL2 Gold · (19 Wo.)NL | Erstveröffentlichung: 1993                                                    |
| 1994 | Dreams (Will Come Alive) Dreams                             | DE25 (17 Wo.)DE | — | CH32 (10 Wo.)CH | NL1 Platin · (15 Wo.)NL | Erstveröffentlichung: 1994 feat. Des’ray and D-Rock                           |
| 1994 | Let Me Be Free Dreams                                       | DE43 (6 Wo.)DE | — | — | NL6 (8 Wo.)NL | Erstveröffentlichung: 1994 feat. Des’ray and D-Rock                           |
| 1995 | Fly Through the Starry Night 2                              | — | AT26 (3 Wo.)AT | — | NL7 (9 Wo.)NL | Erstveröffentlichung: 1995                                                    |
| 1995 | Come Take My Hand 2                                         | — | — | — | NL4 (11 Wo.)NL | Erstveröffentlichung: 1995 feat. Des’ray and D-Rock                           |
| 1996 | Fairytales 2                                                | — | — | — | NL6 (9 Wo.)NL | Erstveröffentlichung: 1996 feat. Des’ray and D-Rock                           |
| 1996 | Mirror of Love 2                                            | — | — | — | NL7 (7 Wo.)NL | Erstveröffentlichung: 1996 feat. Des’ray and D-Rock                           |
| 1996 | There’s a Key 2                                             | — | — | — | NL10 (5 Wo.)NL | Erstveröffentlichung: 1996 feat. Des’ray and D-Rock                           |
| 1997 | One Day 2                                                   | — | — | — | NL10 (8 Wo.)NL | Erstveröffentlichung: 1997 feat. Des’ray and D-Rock                           |
| 1997 | I’m Thinkin’ of U Best of 2 Brothers on the 4th Floor       | — | — | — | NL10 (6 Wo.)NL | Erstveröffentlichung: 1997 feat. Des’ray and D-Rock                           |
| 1998 | Do You Know? Best of 2 Brothers on the 4th Floor            | — | — | — | NL18 (6 Wo.)NL | Erstveröffentlichung: 1998 feat. Des’ray and D-Rock                           |
| 1998 | The Sun Will Be Shining Best of 2 Brothers on the 4th Floor | — | — | — | NL23 (5 Wo.)NL | Erstveröffentlichung: 1998 feat. Des’ray and D-Rock                           |
| 1999 | Living in Cyberspace Best of 2 Brothers on the 4th Floor    | — | — | — | NL32 (4 Wo.)NL | Erstveröffentlichung: 1999 feat. Des’ray and D-Rock                           |

Weitere Singles
- 1996: Christmas Time (feat. Des’ray and D-Rock)
- 1999: Heaven Is Here (feat. Des’ray and D-Rock)
- 2000: Wonderful Feeling (feat. Des’ray and D-Rock)
- 2001: Stand Up and Live
- 2010: Remixes Volume 1
- 2010: Remixes Volume 2
- 2010: Remixes Volume 3